# Fischa
Die Fischa (auch Kalte Fischa oder Fischa-Dagnitz) ist ein rechter Nebenfluss der Donau im östlichen Niederösterreich.

## Lauf und Landschaft
Die Fischa entspringt in der Katastralgemeinde Haschendorf in der Stadtgemeinde Ebenfurth. Sie entwässert den so genannten Wöllersdorfer Schuttkegel, wobei sich das Grundwasser aus Tiefquellen des Wiener Beckens in zwei Gräben sammelt. Dadurch ist die Fischa trotz ihrer Kürze ein wasserreicher Fluss. Knapp nach Siegersdorf teil sich die Fischa in die Alte Fischa und die Neue Fischa; Die Neue Fischa fließt in einem großen Bogen über Pottendorf und mündet oberhalb von Weigelsdorf wieder in die Alte Fischa, die davor die Fischaradln passierte, das historische Augebiet längs der Fischa. Die Neue Fischa versorgt den Pottendorfer Schlosspark und früher auch die Schlossmühle und die Kotzenfabrik Schaumann. Weiters zweigt beim Ort der Reisenbach aus der Neuen Fischa ab.
Der einzige bedeutende Nebenfluss, die Piesting, legt zwar auf ihrem Weg zur Mündung in die Fischa einen mehrfach längeren Weg zurück als diese selbst, führt aber weniger Wasser. Die Fischa fließt durch das Steinfeld und mündet unterhalb von Fischamend in die Donau. Der feuchte Boden um den Fluss bewirkt das Auftreten zahlreicher ausgedehnter Wiesen mit einzelnen Bäumen oder Baumgruppen. In ihrem Unterlauf ist die Fischa von Sümpfen umgeben. Ebenso wie die Schwechat hat sie eine verschleppte Mündung, das heißt, sie benutzt auf ihrem letzten Teilstück einen alten Donauarm.

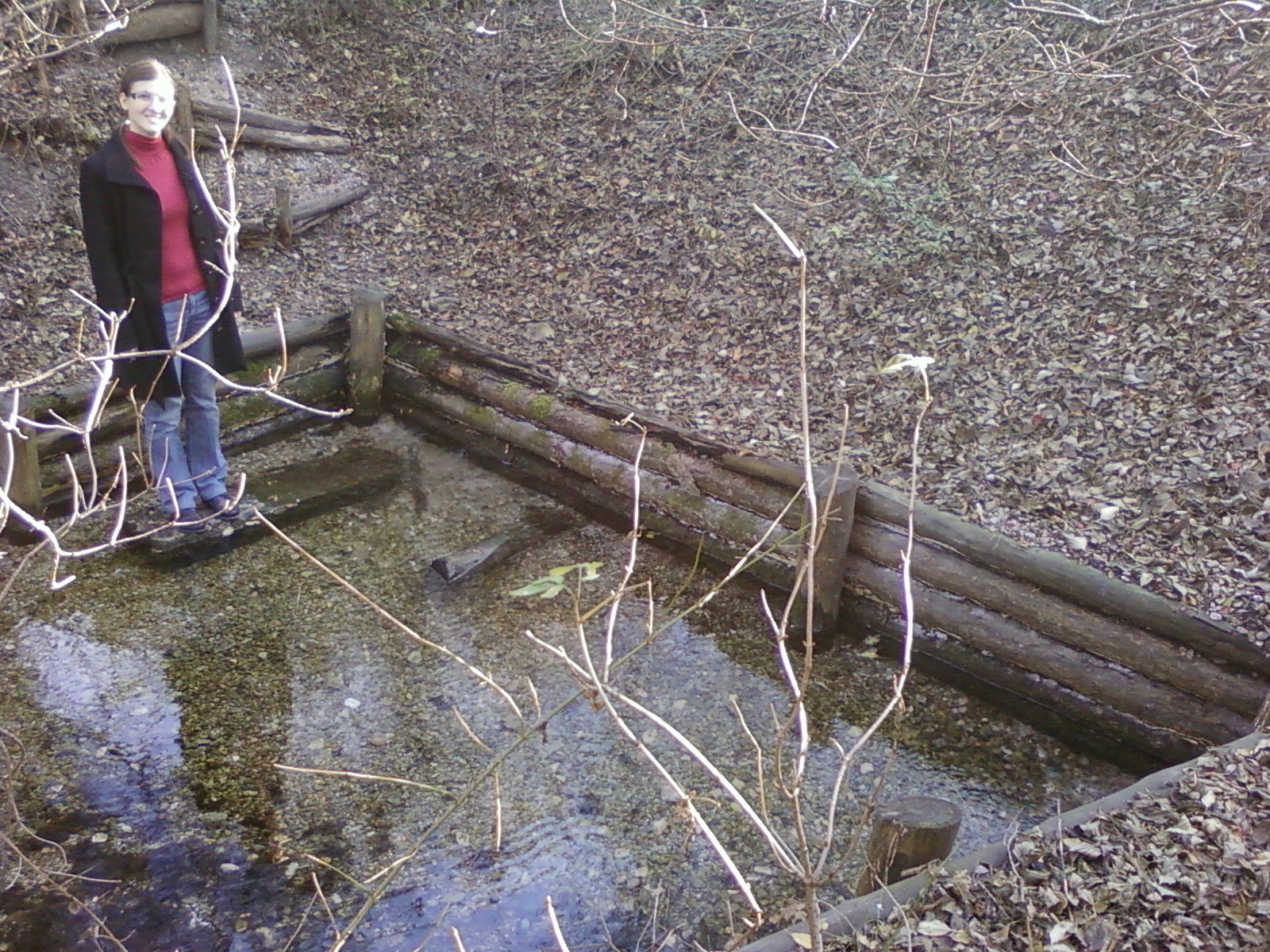
Ursprung der Fischa
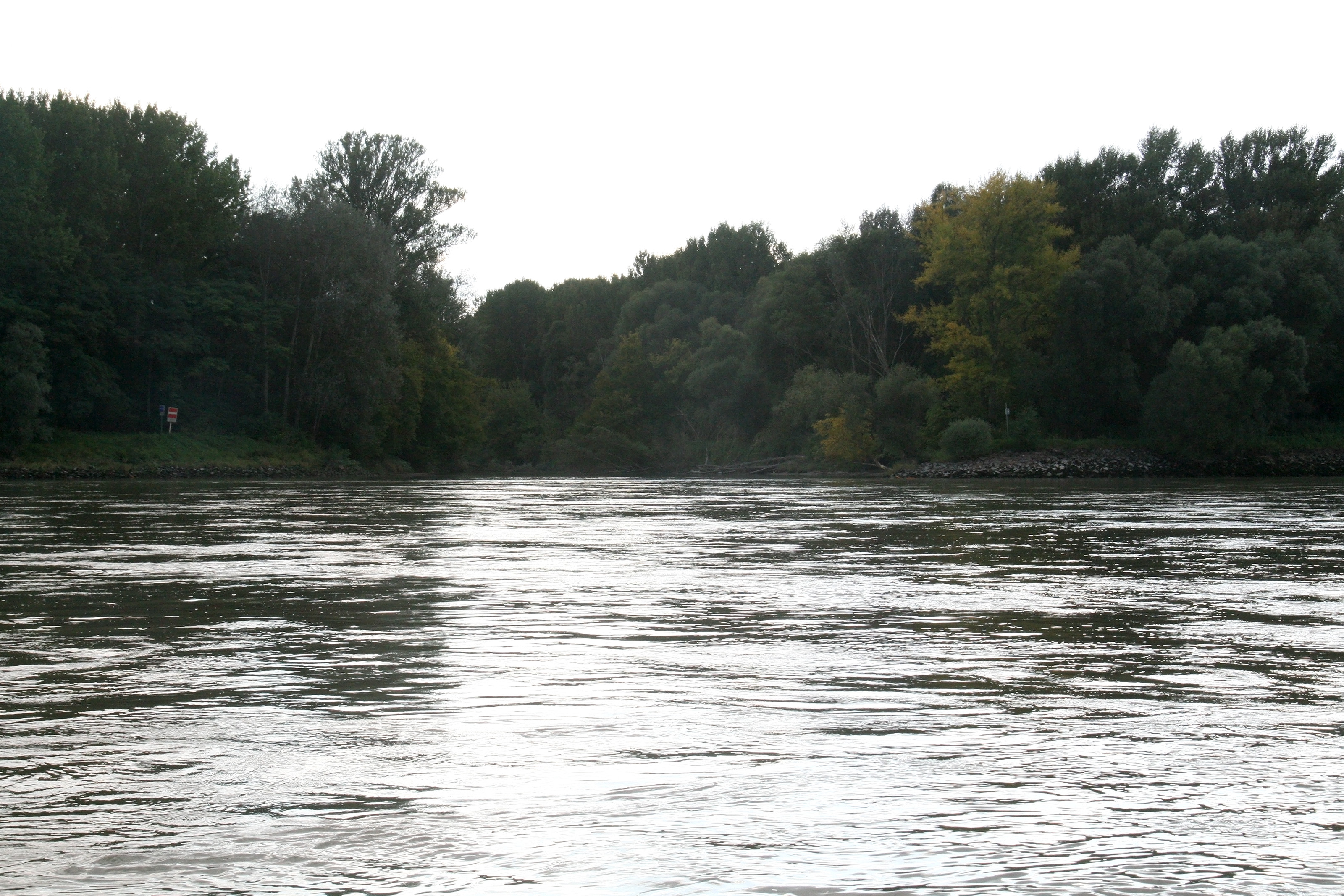
Mündung in die Donau

## Zum Namen
Bereits im Jahr 1063 wird an der Fischa – „iuxta flumen Fisek“ – von König Heinrich IV. ein Diplom zugunsten des Hochstifts Brixen ausgestellt. Unweit der Fischa gibt es noch die Warme Fischa, die von Bad Fischau durch Wiener Neustadt fließt und bei Pottendorf in die Leitha mündet. Deshalb wird die Fischa zur Unterscheidung ebenso als Fischa-Dagnitz bezeichnet, wobei sich der Wortteil Dagnitz auf die heute nicht mehr vorhandene Siedlung Tagais im Gebiet von Haschendorf bezieht.

## Hydrographie und Wassernutzung
Wasserstand und Temperatur (7 bis 9 °C) sind während des ganzen Jahres gleichmäßig, was sie für industrielle Zwecke gut verwendbar macht. So lag die bedeutende Textilfabrik Marienthal am Fluss, die Papierfabrik Klein-Neusiedl benützte einen eigens angelegten Kanal.  Bei Fischamend weist sie eine durchschnittliche Wassermenge von 7,5 Kubikmeter pro Sekunde auf.